# Provincia de Fquih Ben Salah
La provincia de Fquih Ben Salah (en árabe: إقليم الفقيه بن صالح, iqlīm al-Fqīh Ibn Ṣāleḥ; ) es una provincia Árabe de Marruecos, hasta 2015 parte de la región de Tadla-Azilal y actualmente de la de Béni Mellal-Khénifra. Tiene una superficie de 3.250 km² y 457.513 habitantes. La capital es Fquih Ben Salah.
Limita al norte con la provincia de Khouribga, al este con la provincia de Béni Mellal, al sur con la provincia de Azilal y al oeste con la provincia del Kelâa des Sraghna (región de Marraqués-Safi) y la provincia de Settat.

## División administrativa
La provincia de Fquih Bien Salah consta de 3 municipios y 13 comunaes:
| Núcleos de población                  | Habitantes              | Habitantes              |
| Núcleos de población                  | 2 de septiembre de 1994 | 2 de septiembre de 2004 |
| ------------------------------------- | ----------------------- | ----------------------- |
| Fquih Ben Salah (M)                   | 74.697                  | 82.446                  |
| Oulad Ayad (M) (Ouled Ayad)           | 18.958                  | 21.466                  |
| Souk Sebt Oulad Nemma (M)             | 40.339                  | 51.049                  |
| Al Khalfia (Khalfia)                  | 14.496                  | 14.341                  |
| Bni Chegdale                          | 12.885                  | 11.582                  |
| Bni Oukil                             | 15.249                  | 14.960                  |
| Bradia                                | 35.416                  | 36.307                  |
| Dar Oulad Zidouh                      | 26.885                  | 27.615                  |
| Had Boumoussa                         | 39.990                  | 41.731                  |
| Hel Merbaa                            | 12.014                  | 12.614                  |
| Krifate                               | 32.336                  | 34.103                  |
| Oulad Bourahmoune (Ouled Bourahmoune) | 14.041                  | 13.635                  |
| Oulad Nacer (Ouled Nacer)             | 26.508                  | 26.527                  |
| Oulad Abdellah (Ouled Abdellah)       | 33.732                  | 31.905                  |
| Sidi Aissa Ben Ali                    | 21.970                  | 22.697                  |
| Sidi Hammadi                          | 14.109                  | 14.535                  |